# Rohrbach-Berg
Rohrbach-Berg je město v Rakousku, ve spolkové zemi Horní Rakousy. Město je centrem a správním střediskem okresu Rohrbach.

## Poloha
Město Rohrbach-Berg se nachází 45 km severozápadně od Lince, hlavního města spolkové země Horní Rakousy, 10 km jižně od státní hranice s Českou republikou a 21 km východně od státní hranice s Německem, v Horním Mühlviertelu.

## Členění města
Město má pět katastrálních území, přičemž katastrální území Rohrbach odpovídá bývalé obci Rohrbach a katastrální území Berg, Steineck, Hundbrenning a Frindorf tvořily obec Berg bei Rohrbach.

### Místní části
V závorkách je uveden počet obyvatel k 1. lednu 2024.
- Arbesberg (47)
- Autengrub (14)
- Berg (919)
- Fraundorf (25)
- Frindorf (57)
- Fürling (133)
- Gattergaßling (29)
- Gierling (8)
- Gintersberg (8)
- Gollner (108)
- Grub (28)
- Harrau (36)
- Hauzenberg (22)
- Hehenberg (63)
- Hintring (16)
- Hundbrenning (74)
- Katzing (58)
- Keppling (52)
- Krien (39)
- Lanzerstorf (133)
- Märzing (43)
- Neundling (79)
- Nößlbach (75)
- Perwolfing (54)
- Reith (58)
- Rohrbach (2679)
- Scheiblberg (90)
- Schönberg (23)
- Sexling (218)
- Spielleiten (15)
- Steineck (50)
- Wandschaml (42)

## Historie
Rohrbach byl založen kolem roku 1200 na křižovatce středověkých obchodních cest a sloužil jako odpočívadlo před přechodem Šumavy. To přineslo prosperitu občanům a udělení tržních práv, která byla poprvé v listinách zmíněna v roce 1320. Rohrbach získal na významu jako správní centrum od roku 1749 jako sídlo okresního úřadu a od roku 1849 jako sídlo okresního úřadu a okresního soudu.
Město Rohrbach-Berg vzniklo dne 1. května 2015, kdy město Rohrbach bylo sloučeno se sousední obcí Berg bei Rohrbach, poté co v obou obcích proběhlo referendum s kladným výsledkem.